# Kai-Uwe Schröder
Kai-Uwe Schröder (* 12. Februar 1973 in Hannover) ist ein deutscher Bauingenieur. Seit 2013 ist er Professor für Strukturmechanik und Leichtbau an der RWTH Aachen. Er leitet seit August 2014 das dortige Institut für Strukturmechanik und Leichtbau.

## Leben
Schröder absolvierte von 1993 bis 1999 ein Studium des Bauingenieurwesens mit dem Schwerpunkt „Konstruktiver Ingenieurbau“ an der Leibniz Universität in Hannover. Anschließend arbeitete er bis 2005 als wissenschaftlicher Mitarbeiter am dortigen Institut für Statik und Dynamik. Von 2005 bis zu seinem Abschluss der Promotion 2007 übernahm er eine Stelle als Forschungs- und Entwicklungsingenieur in der Luftfahrtbranche bei der ELAN GmbH in Hamburg. Im Anschluss daran erhielt er eine Stelle als Senior Engineer im Bereich Methodenentwicklung und Projektteamleiter bei der ELAN-AUSY GmbH in Hamburg.
Von 2010 bis 2011 wurde Schröder als Universitätsassistent mit Doktorat am Institut für Konstruktiven Leichtbau der Johannes-Kepler-Universität Linz übernommen, an welchem er im Anschluss daran bis 2013 als Assistenzprofessor tätig war.
Seit Oktober 2013 ist Kai-Uwe Schröder ordentlicher Professor für Strukturmechanik und Leichtbau an der RWTH Aachen und leitet dort seit August 2014 das Institut für Strukturmechanik und Leichtbau. Zu den von ihm geleiteten Projekten gehört unter anderem das hybride Nahverkehrskonzept „upBus“, bei dem eine Passagier-Kabine wechselweise als Bus auf einem Fahrgestell und als Gondel an einer Seilbahn verkehren soll. Er ist Rektoratsbeauftragter für China der RWTH.
Kai-Uwe Schröder ist Mitglied im Verein Deutscher Ingenieure (VDI). Von 2012 bis 2013 war er Bereichsleiter für den Bereich Österreich Mitte-West. Seit 2023 hat er den Vorsitz des VDI Aachener Bezirksvereins inne.

## Rezeption

### Auszeichnungen
- 2016: The Derek George Astridge Safety in Aerospace Award der Institution of Mechanical Engineers

### Kritik
Laut Correctiv kooperierte Schröder in einer Vielzahl von Forschungsprojekten mit militärnahen Universitäten der Volksrepublik China wie dem Harbin Institute of Technology (HIT), die besondere Rollen in der Dual-Use-Forschung des chinesischen Wissenschaftssystems einnähmen. Daneben übte der Bericht Kritik an einer Kooperation mit dem China Scholarship Council (CSC), das Stipendiaten zur „bedingungslosen Treue“ zur Kommunistischen Partei Chinas (KPCh) verpflichte. Die RWTH Aachen hat umgehend zu den erhobenen Vorwürfen Stellung bezogen und weist auf die unter anderem unsystematische Zusammenstellung teils veralteter und nicht zusammenhängender Tatbestände in dem Artikel hin.